# Klein Bonaire
Klein Bonaire – niewielka, płaska i niezamieszkana wyspa koralowa na Morzu Karaibskim w archipelagu Małych Antyli, w grupie wysp Wysp Zawietrznych, należąca do holenderskiej gminy zamorskiej Bonaire. Wyspa ma powierzchnię 6 km² i jest oddalona od zachodniego brzegu Bonaire o ok. 800 metrów. Długość wyspy wynosi 3,9 km, a jej szerokość 2,5 km.
W celu ochrony zagrożonych gatunków żółwi szylkretowych, żółwi Karetta oraz rybitw małych, 23 maja 1980 na całym obszarze wyspy został utworzony rezerwat przyrody, a w 1999 r. park narodowy Bonaire National Marine Park. W 2021 roku obszar parku narodowego został powiększony o 500 metrową strefę buforową, dzięki temu ochroną została objęta przybrzeżna rafa koralowa na której stwierdzono ponad 340 gatunków ryb morskich. Wyspa ze względu na znajdujący się na niej park narodowy nie posiada żadnej infrastruktury turystycznej, jednak jest ważnym miejscem uprawiania ekoturystyki, w szczególności wykorzystywana jest do nurkowania i snorkelingu.
W lutym 1997 r. Hans Hass, austriacki pionier nurkowania, zwrócił się do władz wyspy w oficjalnym liście, o zgodę na wybudowanie na wyspie hotelu. Projekt ten jednak nie doszedł do skutku.